# اسنو هیل (آلاباما)
اسنو هیل (به انگلیسی: Snow Hill) یک منطقهٔ مسکونی در ایالات متحده آمریکا است که در شهرستان ویلکاکس، آلاباما واقع شده‌است. اسنو هیل ۶۸٫۸۹ متر بالاتر از سطح دریا واقع شده‌است.